# Tombolo (Venetien)
Tombolo ist eine italienische Gemeinde (comune) mit 8133 Einwohnern (Stand 31. Dezember 2023) in der Provinz Padua in Venetien. Die Gemeinde liegt etwa 26 Kilometer nordnordwestlich von Padua und etwa 25 Kilometer nordöstlich von Vicenza. 

## Geschichte
Der Ortsteil Onara war einstmals Stammsitz der Familie der Ezzelini.

## Persönlichkeiten
- Pius X. (1835–1914), von 1858 bis 1867 Priester in der Parochialkirche von Tombolo
- Giuseppe Beghetto (* 1939), Radrennfahrer, Olympiasieger 1960 im Tandem
- Ennio Doris (1947–2021), Unternehmer

## Verkehr
Gemeinsam mit der Nachbargemeinde Galliera Veneta besteht ein Bahnhof an der Bahnstrecke von Vicenza nach Treviso. 